# Péter Boross

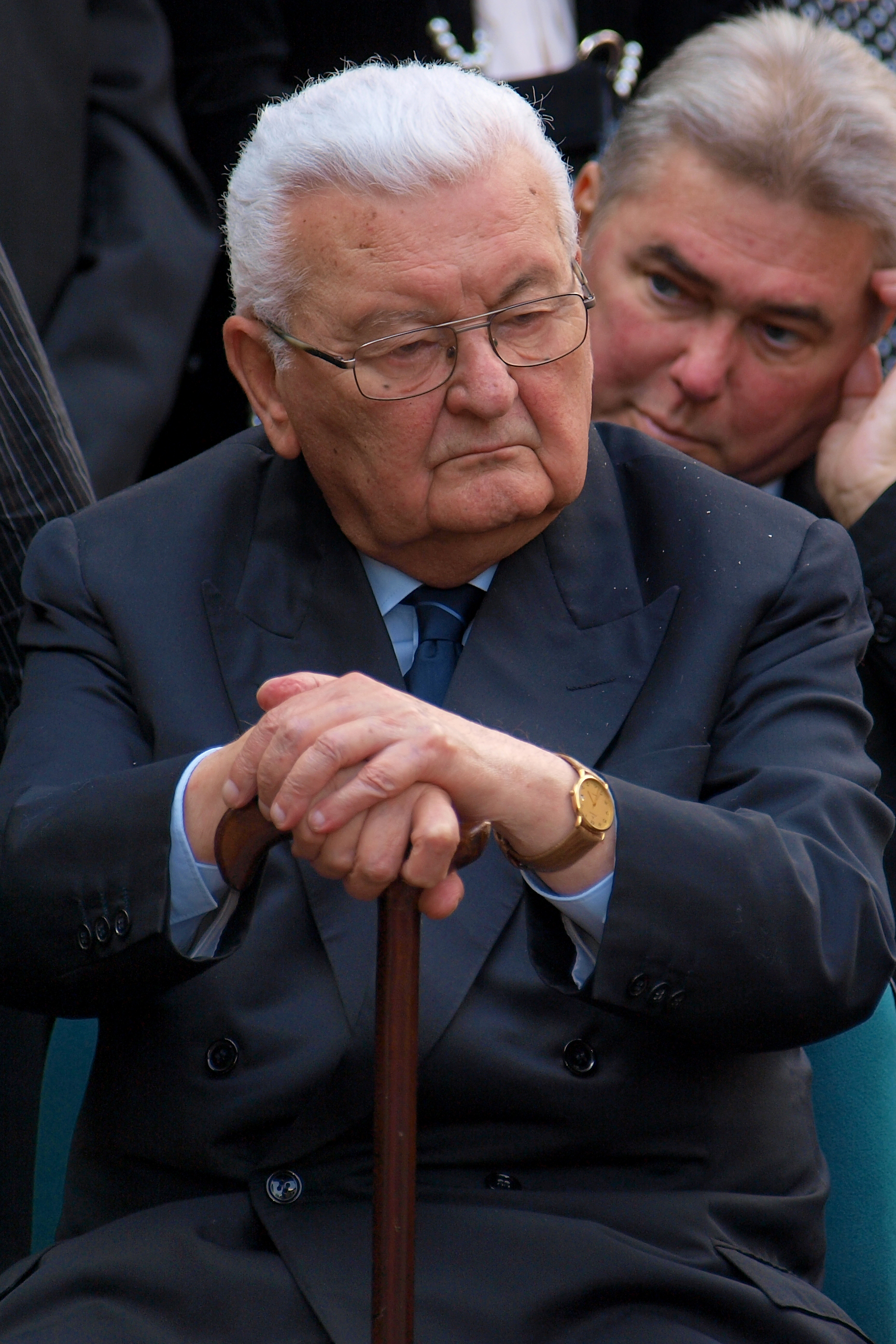
Péter Boross (2014)

Péter Boross [ˈpeːtɛr ˈboroʃ] (* 27. August 1928 in Nagybajom, Komitat Somogy) ist ein ungarischer Politiker und ehemaliger Ministerpräsident.

## Leben
Péter Boross war zur Zeit des Volksaufstands 1956 Mitglied des Revolutionskomitees von Budapest sowie des Revolutionsrates der Intellektuellen. Er gehörte zu den Opfern der Repressionswelle nach der sowjetischen Intervention und wurde im Internierungslager Kistarcsa gefangen gehalten.
Nach dem Zusammenbruch der kommunistischen Volksrepublik Ungarn und der Gründung der Ungarischen Republik am 23. Oktober 1989 wurde Boross am 19. Juli 1990 zunächst Minister ohne Portefeuille mit Verantwortung für zivile nationale Sicherheitsdienste und am 20. Dezember 1990 Innenminister im Kabinett von József Antall.
Am 12. Dezember 1993 wurde er nach dem Tod von Antall zum Ministerpräsidenten ernannt. Dieses Amt übte er nach der Wahlniederlage bis zu seiner Ablösung durch Gyula Horn am 15. Juli 1994 aus. Während seiner Amtszeit wurde 1994 der Antrag zur Aufnahme in die Europäische Union gestellt.
Anschließend war er Vorsitzender des Ausschusses für Nationale Sicherheit der Nationalversammlung. Von 1998 bis 2002 war er Berater von Ministerpräsident Viktor Orbán, von dem er sich später jedoch distanzierte. Boross gehört dem Ungarischen Demokratischen Forum (MDF) an.